# Wilhelm Sandmeyer

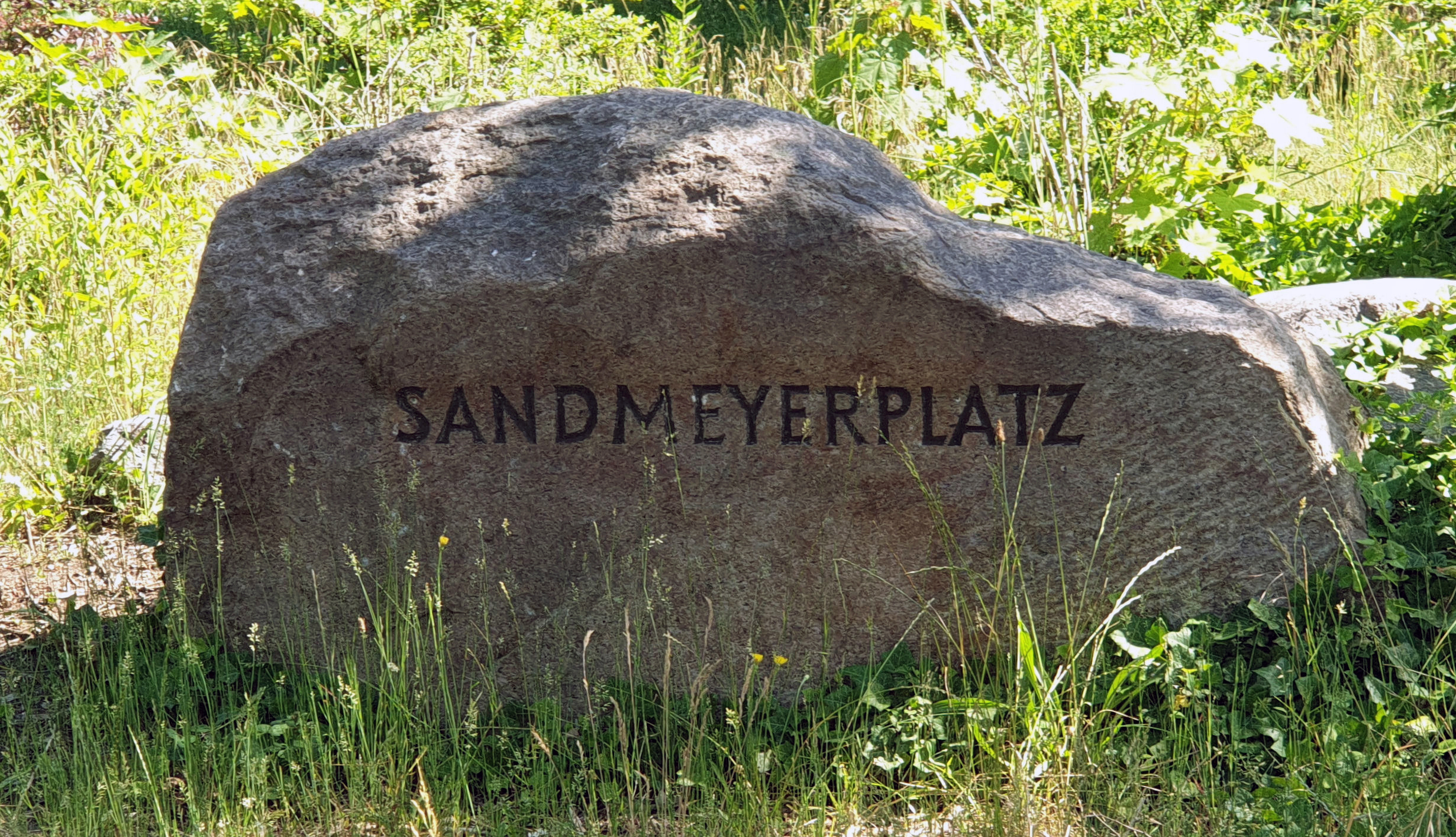

Wilhelm Sandmeyer (* 28. September 1863 in Marten; † 1944) war ein deutscher Diabetologe.

## Leben
Nach der Promotion am 23. Mai 1888 zum Dr. med. an der Universität Marburg war er ab 1888 zweiter Assistent am Physiologischen Institut der Universität Marburg und ab Herbst 1889 erster Assistent (Ostern 1890 ausgeschieden). Am 9. November 1891 wurde er habilitiert an der Universität Marburg für Physiologie. Am 8. Juli 1896 erhielt er das Prädikat Professor. Am 4. August 1896 schied er in Marburg aus; seitdem war er Arzt in Berlin für Stoffwechselerkrankungen (Diabetes).

## Schriften (Auswahl)
- Ueber den Eiweissgehalt des Fruchtwassers. Marburg 1888, OCLC 30622897.
- Secundäre Degeneration nach Exstirpation motorischer Centra. Marburg 1891, OCLC 459348707.
- mit Eduard Külz, Theodor Rumpf und Gustav Aldehoff: Klinische Erfahrungen über Diabetes mellitus. Jena 1899, OCLC 488521411.